# Vulpia gypsophila
Vulpia gypsophila är en gräsart som först beskrevs av Eduard Hackel, och fick sitt nu gällande namn av Carl Fredrik Nyman. Vulpia gypsophila ingår i släktet ekorrsvinglar, och familjen gräs. Inga underarter finns listade i Catalogue of Life.